# Lucien Malavard
Lucien Clément Malavard (7 octobre 1910 à Marseille - 2 mars 1990 au Kremlin-Bicêtre) est un mathématicien et physicien français qui fut membre de l'Académie des sciences. Ses recherches concernent particulièrement la mécanique des fluides et ses applications aux aéronefs.

## Biographie
Après avoir obtenu une licence de mathématique, en 1931, il est admis élève civil à l’École nationale supérieure d'aéronautique en 1934 et obtient un doctorat ès Sciences Physiques en 1939. En 1948, il devient actionnaire de la Compagnie Industrielle des Aéromoteurs (CIAMO), d'avions-taxis, fondée par Claude de Cambronne au Maroc. Il crée la direction des recherches et moyens d'essais (DRME, 1961) et devient secrétaire général technique de l'ONERA, en 1962. Il enseigne à la faculté des sciences de Paris puis dirige la Société météorologique de France, en 1966. Fondateur du Laboratoire d'informatique pour la mécanique et les sciences de l'ingénieur, en 1972, il devient membre de l'Académie des Sciences en 1979 puis de la National Academy of Engineering, en 1980. Il est l'inventeur de la turbovoile, en 1982 avec le commandant Cousteau et Bertrand Charrier. En 1990, l'université d'Orléans construit une soufflerie "Lucien Malavard"

## Publications
- The use of rheoelectrical analogies in aerodynamics (1957)
- Hydronautique et hydromécanique (1971) Springer Verlag.
- Joseph Pérès et Lucien Malavard, avec la collaboration de Lucien Romani, Tables numériques pour le calcul de la répartition des charges aérodynamiques suivant l'envergure d'une aile

## Distinctions

### Prix et récompenses
- 1937 : Prix Montyon de l'Académie des sciences
- 1942 : Prix Plumey de l'Académie des sciences

### Décorations
- Grand-croix de l'ordre national du Mérite Il est élevé à la dignité de grand-croix le 25 février 1989. (Grand Officier du 16 juin 1980)[2]